# Falla ur tiden
Falla ur tiden är en kritikerrosad teaterföreställning regisserad av Suzanne Osten. Pjäsen är baserad på David Grossmans bok Fallen ur tiden och är bearbetad av Erik Uddenberg. Falla ur tiden hade premiär den 27 augusti 2016 under Bergmanfestivalen på Dramaten.
Pjäsen är en av två föreställningar som blev utvalda till Expressens Kritiktoppen – årets böcker och pjäser 2016.
Falla ur tiden är nominerad till Svenska teaterkritikers förenings Teaterpris 2016.

## Rollista
- David Arnesen – Stadens krönikör
- Thérèse Brunnander – Kvinnan som stannar hemma/ Kvinnan i klocktornet
- Johan Holmberg – Kentauren
- Hulda Lind Jóhannsdóttir – Barnmorskan/Skomakaren
- Maria Johansson Josephsson – Den gamle matematikläraren
- Simon Norrthon – Mannen som går
- Maria Sundbom – Kvinnan i fisknätet/Hertigen
- Frida Österberg – Frun till stadens krönikör
- Eva Forstenberg –  Texten